# Halysidota humosa
Halysidota humosa är en fjärilsart som beskrevs av Paul Dognin 1893. Halysidota humosa ingår i släktet Halysidota och familjen björnspinnare. Inga underarter finns listade i Catalogue of Life.